# I Don't Know a Thing About Love
I Don't Know A Thing About Love è un album in studio del cantante statunitense Willie Nelson, pubblicato nel 2023.

## Il disco
Si tratta di un album tributo al musicista country Harlan Howard ed è stato pubblicato il 3 marzo 2023, in occasione del 21º anniversario della sua morte.
Il disco è stato prodotto da Buddy Cannon.

## Tracce
1. Tiger By the Tail – 2:24 (Harlan Howard, Buck Owens)
2. The Chokin' Kind – 3:17 (Howard)
3. Excuse Me (I Think I've Got a Heartache) – 2:34 (Howard, Buck Owens)
4. Life Turned Her That Way – 2:53 (Howard)
5. I Don't Know a Thing About Love – 2:58 (Howard)
6. Streets of Baltimore – 3:01 (Tompall Glaser, Howard)
7. Busted – 3:28 (Howard)
8. She Called Me Baby – 3:32 (Howard)
9. Too Many Rivers – 3:55 (Howard)
10. Beautiful Annabel Lee – 4:09 (Howard)

## Formazione
- Wyatt Beard – cori
- Melonie Cannon – cori
- Jim "Moose" Brown – piano, sintetizzatore, organo B-3, Wurlitzer
- Mike Johnson – steel guitar
- James Mitchell – chitarra elettrica
- Willie Nelson – voce, trigger
- Larry Paxton – basso, tic tac bass
- Mickey Raphael – armonica
- Bobby Terry – chitarra acustica, chitarra elettrica
- Lonnie Wilson – batteria